# Groß-Schweinbarth
Groß-Schweinbarth es una localidad situada en el de distrito de Gänserndorf, en el estado de Baja Austria, Austria. Tiene una población estimada, a principios del año 2022, de 1321 habitantes.
Está ubicada al noreste del estado, entre Viena, al oeste; el río Danubio, al sur, y el río Morava (afluente del Danubio), que la separa de Eslovaquia, al este.